# The Secret Garden (2020)
The Secret Garden is een Britse film uit 2020 geregisseerd door Marc Munden. Het is een verfilming van Frances Hodgson Burnetts boek De geheime tuin.

## Verhaal
De jonge Mary verliest haar ouders tijdens de deling van Brits-Indië in 1947 en wordt naar het afgelegen verloederde landhuis van haar oom in Yorkshire gestuurd. Op verkenning in de buurt komt ze een hond tegen die haar naar een verwilderde afgesloten tuin leidt. De volgende dag raakt de hond gewond in een berenval en vlucht de tuin in. Weer een dag later ontmoet ze Dickon, de broer van haar kamermeisje. Die belooft haar de hond te verzorgen en Mary neemt hem mee naar de tuin, waar het dier al snel geneest.
In huis stoot ze op haar bedlegerige neefje Colin. Die is net als zijn vader verbitterd over het overlijden van zijn moeder, de zus van Mary's moeder. Mary ontdekt de oude kamer van haar tante en leert er dat de twee zussen een bijzonder nauwe band hadden en dat de geheime tuin hun lievelingsplek was. Mary denkt dat Colin niet echt ziek is en dat de tuin hem er weer bovenop kan helpen, net als de hond eerder. In haar kamer vindt Mary verborgen correspondentie tussen haar moeder en tante. Samen met Dickon smokkelt ze Colin uit het huis naar de tuin waar ze samen de brieven lezen.
Terwijl de kinderen in de geheime tuin zitten steekt Colins vader per ongeluk het landhuis in brand. Ze zien de rook en gaan kijken. Mary gaat binnen haar oom zoeken die zelf op zoek is naar zijn zoon. Ze overtuigt hem dat die buiten is en brengt hem naar de geheime tuin. Hij laat het huis heropbouwen terwijl de kinderen in de tuin spelen.

## Rolverdeling
- Dixie Egerickx als Mary Lennox, de protagoniste
- Edan Hayhurst als Colin Craven, Mary's neef
- Amir Wilson als Dickon, Martha's broer
- Colin Firth als Lord Archibald Craven, Mary's oom
- Julie Walters als mevrouw Medlock, de huishoudster
- Isis Davis als Martha, het kamermeisje

Colin Firth had ook een rol in de verfilming uit 1987. In die versie speelde hij de volwassen Colin Craven, een rol die in deze versie niet voorkomt.

## Uitgave en ontvangst
The Secret Garden verscheen eerst in Taiwan op 8 juli 2020 en in Nederland op 12 augustus. In het Verenigd Koninkrijk zelf kwam hij uit op 23 oktober.
De film werd gematigd ontvangen. Bij IMDb behaalt hij 5,5 op tien, bij Rotten Tomatoes 67 procent en bij Metacritic 59 procent.